# (6103) 1993 HV
(6103) 1993 HV (1993 HV, 1949 MJ, 1950 SG, 1968 KQ, 1988 SL) — астероїд головного поясу, відкритий 16 квітня 1993 року.
Тіссеранів параметр щодо Юпітера — 3,061.